# هوليوك (كولورادو)
هوليوك (بالإنجليزية: Holyoke)‏ هي مدينة تقع في مقاطعة فيليبس بولاية كولورادو في الولايات المتحدة. تبلغ مساحتها 4.5 (كم²)، وترتفع عن سطح البحر 1143 م، بلغ عدد سكانها 1965 نسمة في عام 2013 حسب إحصاء مكتب تعداد الولايات المتحدة .